# Riccardo Milani
Riccardo Milani (* 15. April 1958 in Rom) ist ein italienischer Filmregisseur.

## Leben
Milani arbeitete in der zweiten Hälfte der 1980er Jahre als Assistent für Mario Monicelli, über den er später einen Interview-Dokumentarfilm vorlegte. Dann war er für verschiedene Kollegen bei deren Kinofilmen als Regieassistent tätig und debütierte 1997 mit Auguri professore in den italienischen Sälen, einer Analyse des italienischen Schulwesens der Jahrhundertwende und damit einer Fortsetzung von Daniele Luchettis La scuola. Nach dem zwei Jahre später entstandenen La guerra degli Anto folgte 2001 Milanis für das Fernsehen gedrehter Il sequestro Soffiantini. Daneben drehte er eine große Anzahl von Werbefilmen und ein paar kurze Arbeiten. Im neuen Jahrtausend war er verstärkt und intensiv für den Bildschirm tätig; ab 2008 auch für zwei Serienerfolge. Zwei seiner in dieser Zeit entstandenen Kinofilme waren mehrfach für Preise nominiert: 2003 Il posto d'anima und 2007 Piano, solo. Er wird als „neuer Neorealist“ bezeichnet.
Milani ist seit 2011 mit der Schauspielerin Paola Cortellesi verheiratet. Das Paar hat eine Tochter (* 2013). Aus einer vorherigen Ehe hat Milani zwei weitere Töchter.

## Filmografie (Auswahl)
- 1997: Auguri professore
- 1999: La guerra degli Antò
- 2001: Il sequestro Soffiantini (Fernsehfilm)
- 2003: Il posto d’anima
- 2007: Piano, solo
- 2008: Rebecca, la prima moglie
- 2011: Atelier Fontana – Le sorelle della moda
- 2013: Willkommen, Herr Präsident! (Benvenuto Presidente!)
- 2017: Come un gatto in tangenziale
- 2019: Giovanna streng geheim (Ma cosa ci dice il cervello)
- 2021: Come un gatto in tangenziale – Ritorno a Coccia di Morto
- 2022: Corro da te
- 2023: Alles nur Theater? (Grazie ragazzi)
- 2024: Willkommen in den Bergen (Un mondo a parte)